# عنبر (فلم)
فيم عنبر هو فيلم غنائي فكاهي من بطولة ليلى مراد وأنور وجدي مع نخبة من النجوم الذين اشتركوا مع ليلى مراد في غناء أغنية اللي يقدر على قلبي وهم إسماعيل ياسين، و عزيز عثمان، و محمود شكوكو، و إلياس مؤدب.

## أغاني الفيلم
جميع أغاني الفيلم من تأليف حسين السيد، وتلحين محمد عبد الوهاب. عدا موشح «ملا الكاسات وسقاني»، الذي ألفه الشيخ أحمد عاشور، ولحنه الملحن محمد عثمان (والد الممثل عزيز عثمان، أحد المشاركين في الفيلم)، وغناه محمد عبد الوهاب في بداية حياته الفنية، وغنته ليلى مراد في الفيلم.

## روابط خارجية
- مقالات تستعمل روابط فنية بلا صلة مع ويكي بيانات
- عنبر على موقع الدهليز
- عنبر على موقع كاروهات